# Linggana
Linggana is een geslacht van vlinders van de familie van de zakjesdragers (Psychidae).
Dit geslacht is monotypisch, dat wil zeggen dat het maar één soort heeft namelijk Linggana cardinaali Roepke, 1957 die op de Lingga-archipel voorkomt.